# Как насчёт любви?
«Как насчёт любви?» (англ. What About Love) — романтическая драма, снятая Клаусом Менцелем. В главных ролях: Шэрон Стоун, Иэн Глен и Энди Гарсиа.

## В ролях
- Шэрон Стоун — Лиз
- Иэн Глен
- Энди Гарсиа — Питер
- Мариэль Джаффе — Таннер
- Хосе Коронадо — Рафаэль
- Мигель Анхель Муньос — Кристиан

## Выпуск
Премьера фильма в США запланирована на 14 февраля 2024 года.